# Éklitra
Éklitra, nom picard d'une fleur, le cœur de Marie, est une société savante qui a pour but de sauvegarder, de défendre et de promouvoir la culture picarde. son siège est situé à Amiens, à la Bibliothèque Louis Aragon.

## Historique
Elle a été fondée en 1966 par René Debrie, Pierre Garnier et René Vaillant. Son champ d'investigation géographique est l'espace linguistique picard, le pays picard, ou « Picardie culturelle » qui s’étend en effet sur une large zone : Thiérache, Vermandois, Santerre, Amiénois (Haute Picardie), Ponthieu, Vimeu, Marquenterre, Boulonnais et Calaisis (Basse Picardie), le Beauvaisis, mais aussi Artois et Flandre wallonne (c’est-à-dire la Pévèle, le Mélantois, les Weppes, le Carembault et le Ferrain), le Douaisis, le Hainaut français et le Cambrésis), et encore, en Belgique, le Tournaisis, le Hainaut belge, Mouscron et de Comines, villes francophones de Flandres.

## Action
Elle se consacre à l'étude des traditions, de l'ethnologie, de la littérature et de l'histoire de l'art picardes. Elle édite un bulletin trimestriel et annuel du même nom ,.
Elle décerne les prix de littérature picarde, les prix Édouard-David.

## Contributeurs
- Jean-Pierre Dickès